# Bill Pierce
Bill "Billy" Pierce (født 25. september 1948 i Virginia) er en amerikansk jazzsaxofonist.
Pierce har spillet med Art Blakeys Jazz Messengers i begyndelsen af 1980'erne og Tony Williams' kvintet fra midten af 1980'erne til begyndelsen af 1990'erne.
Han har også indspillet plader i eget navn.